# Piropo
Il piropo (dal greco 'pyropos', ardente - simbolo IMA: Prp) è un minerale appartenente al supergruppo del granato, oltre che al gruppo del granato; è un nesosilicato con l'estremo Mg3Al2[SiO4]3.

## Etimologia e storia

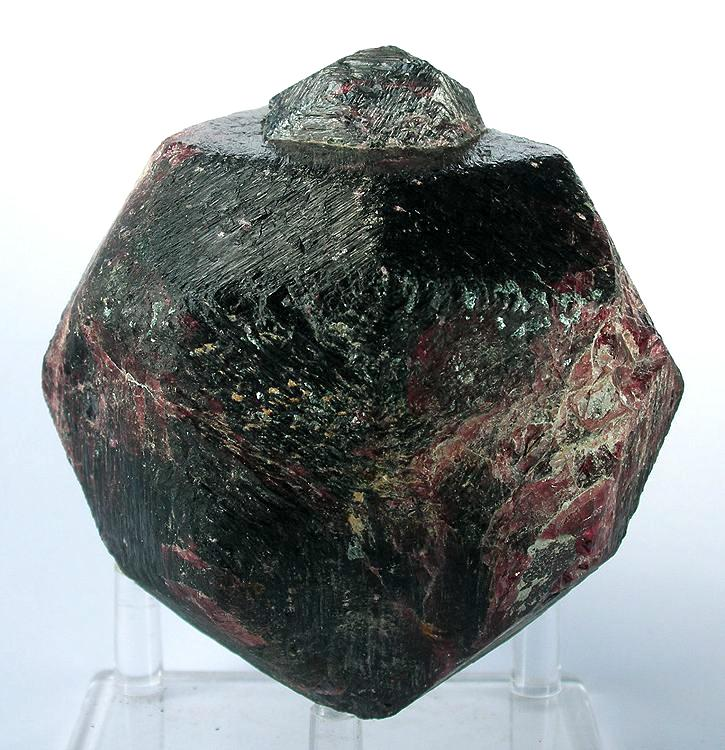
Cristallo di piropo

Una delle prime menzioni dei granati come pietre preziose si trova nella Bibbia nel libro dell'Esodo 28,15-18 come una pietra sul pettorale del sommo sacerdote Aronne. Plinio il Vecchio, nel libro 35, capitolo 25 della sua opera Naturalis historia, riassunse un certo numero di minerali rossi sotto il termine carbunculus, compresi i granati. Un'ulteriore differenziazione di questo gruppo in tre sottogruppi – balagius (spinello rosso), granatus e rubinus – fu fatta da Alberto Magno intorno al 1250 nella sua opera De mineralibus et rebus metallicis. Il nome attuale piropo deriva dal greco pyropos "di aspetto infuocato", che allude al colore rosso.
Ancora nel XVIII secolo, un'ampia varietà di minerali veniva chiamata granato in base alle loro caratteristiche esterne (in particolare la forma cristallina), tra cui la leucite. La situazione è cambiata quando sono iniziate le analisi chimiche sistematiche dei minerali; nel corso di queste indagini, Martin Heinrich Klaproth fu il primo a determinare la composizione di un piropo nel 1797, che allora veniva chiamato "granato di Boemia".
La struttura cristallina del granato fu chiarita da Georg Menzer nel 1929 e la prima sintesi del piropo puro fu raggiunta da Loring Coes junior a 30 000 bar e 900 °C a metà degli anni '50 con presse ad alta pressione di nuova concezione. Il piropo sintetico del laboratorio di Coes fu utilizzato da Skinner nel 1956 per determinare le proprietà fisiche (costante di reticolo, indice di rifrazione, densità) del piropo puro e da Anna e J. Zemann cinque anni dopo per il primo raffinamento strutturale del piropo.

## Classificazione
La classificazione strutturale dell'Associazione Mineralogica Internazionale (IMA) classifica il piropo come un minerale del supergruppo del granato, dove è elencato insieme ad almandino, andradite, calderite, eringaite, goldmanite, grossularia, knorringite, morimotoite, majorite, menzerite-(Y), momoiite, rubinite, spessartina e uvarovite. Forma il gruppo del granato con 12 cariche positive sulla posizione reticolare coordinata tetraedrica.
Nell'ormai obsoleta, ma ancora comune, 8ª edizione della sistematica minerale secondo Strunz, il piropo apparteneva alla classe dei "nesosilicati", dove veniva elencato insieme ad almandino, andradite, calderite, goldmanite, grossularia, henritermierite, hibschite, holtstamite, hydrougrandite, katoite, kimzeyite, knorringite, majorite, morimotoite, schorlomite, spessartina, uvarovite, wadalite e yamatoite (minerale non più riconosciuto dall'IMA in quanto identico alla momoiite) e con i quali forma il "gruppo del granato" con il sistema nº VIII/A.08.
Anche la 9ª edizione della sistematica minerale di Strunz, valida dal 2001 e utilizzata dall'Associazione Mineralogica Internazionale (IMA), classifica il piropo nella classe "9. Silicati (germanati)" e da lì nella sottoclasse "9.A Nesosilicati"; questa viene ulteriormente suddivisa in base all'eventuale presenza di ulteriori anioni e alla coordinazione dei cationi coinvolti, in modo che il minerale venga classificato in base alla sua composizione nella suddivisione "9.AD Nesosilicati senza anioni aggiuntivi; cationi in coordinazione [6] e/o maggiore", dove è elencata insieme ad almandino, andradite, calderite, goldmanite, grossularia, henritermierite, holtstamite, katoite, kimzeyite, knorringite, majorite, momoiite, morimotoite, schorlomite, spessartina e uvarovite, esiste il "gruppo granato" con il sistema nº 9.25 d.C. Inclusi in questo gruppo erano inclusi anche i composti di granato blythite, hibschite, idroandradite e skiagite, che non sono più considerati minerali. La wadalite, a quel tempo ancora raggruppata tra i granati, si è dimostrata strutturalmente diversa ed è ora assegnata a un gruppo separato insieme a clormayenite e fluormayenite. I granati irinarassite, hutcheonite, kerimasite, toturite, menzerite-(Y) ed eringaite approvati dopo il 2001 risultarebbero anche loro ordinati nel gruppo del granato.
Infine anche la sistematica dei minerali secondo Dana, utilizzata principalmente nel mondo anglosassone, classifica il piropo nella categoria dei "minerali nesosilicati". Qui si trova insieme ad almandino, spessartina, knorringite, majorite e calderite nel "gruppo del granato (serie della pyralspite)" con il sistema nº 51.04.03a all'interno della suddivisione "nesosilicati: gruppi SiO4 solo con cationi in coordinazione [6] e >[6]".

## Chimica
Il piropo con l'estremo [X]Mg2+3 [Y]Al3+ [Z]Si3O12 è l'analogo del magnesio dell'almandino ([X]Fe2+3 [Y]Al [Z]Si3O12) e forma cristalli misti con gli altri granati di alluminio almandino, spessartina e grossularia, secondo le seguenti reazioni di scambio:
- {\displaystyle {\ce {^{[X]}Mg^{2+}=\,^{[X]}Fe^{2+}\,\,\,\,\,}}} (almandino)
- {\displaystyle {\ce {^{[X]}Mg^{2+}=\,^{[X]}Mn^{2+}\,\,\,\,\,}}} (spessartina)
- {\displaystyle {\ce {^{[X]}Mg^{2+}=\,^{[X]}Ca^{2+}\,\,\,\,\,}}} (grossularia)

Con un'eccezione, almeno a temperature geologicamente rilevanti, c'è una miscibilità illimitata con tutte le maglie terminali del granato di alluminio. Nella serie dei composti piropo - grossularia, c'è un gap di miscelazione a temperature inferiori a circa 600 °C e 25-30 mol% di grossularia.
Nella posizione {\displaystyle {\ce {Y}}} coordinata ottaedrica, Al3+ può essere sostituito da Cr3+ secondo la reazione di scambio:
- {\displaystyle {\ce {^{[Y]}Al^{3+}=\,^{[Y]}Cr^{3+}\,\,\,\,\,}}} (knorringite)

Sotto le alte pressioni e temperature del mantello terrestre, l'Al3+ viene sostituito da magnesio e silicio in posizione {\displaystyle {\ce {Y}}}, secondo la reazione di scambio:
- {\displaystyle {\ce {2 \, ^{[Y]}Al^{3+}=\, ^{[Y]}Mg^{2+}\,+\, ^{[Y]}Si^{4+}}}} (majorite)

I piropi di questa serie con più di ~25 mol-% di majorite sono tetragonali.

## Abito cristallino
Il piropo cristallizza nel sistema cubico nel gruppo spaziale Ia3d (gruppo nº 230) oltre a 8 unità di formula per cella unitaria. Ci sono numerose determinazioni per la lunghezza del bordo della cella unitaria cubica sia di cristalli misti naturali, che di piropi sintetici. Ad esempio, per l'elemento piropo puro, il parametro reticolare è dato come a = 11,459 Å o a = 11,452 Å.
La struttura è quella del granato. Il magnesio (Mg2+) occupa la posizione {\displaystyle {\ce {X}}}, che è dodecaedrica circondata da 8 ioni ossigeno. Questa posizione è abbastanza grande per il piccolo ione magnesio, che esegue un'oscillazione distinta e asimmetrica attorno al centro della posizione. L'alluminio (Al3+) occupa la posizione {\displaystyle {\ce {Y}}}, che è ottaedrica circondata da 6 ioni ossigeno, e la posizione {\displaystyle {\ce {Z}}}, che è tetraedrica circondata da 4 ioni ossigeno, è occupata esclusivamente dal silicio (Si4+).

## Proprietà

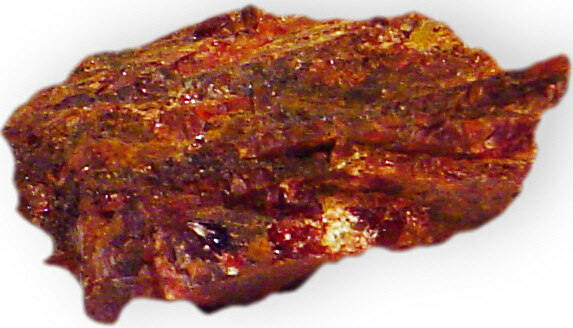
Cristalli di piropo su matrice

Rispetto ad altri silicati di magnesio, la durezza Mohs relativamente elevata (7 – 7,5) e l'elevato peso specifico di 3,5 – 3,6 g/cm³ sono inusuali. Per fare un confronto: la forsterite (Mg2SiO4), anch'essa con durezza 7, ha una densità di 3,3 g/cm³ e l'enstatite (MgSiO3) ha una durezza di soli 5-6 e una densità di 3,2 g/cm³.
I piropi naturali mostrano spesso una birifrangenza torbida, debole e irregolare, attribuita alle deformazioni del reticolo.
Il piropo chimicamente puro è incolore. I piropi naturali hanno colorazione solitamente da rosso-arancio a rosso porpora e rosso-viola, o da verde a blu a causa del basso contenuto di ferro (Fe2+) e manganese (Mn2+), così come cromo (Cr3+) e vanadio (V3+).
Il colore prodotto dal cromo dipende essenzialmente dal contenuto di cromo nel granato. Un basso contenuto di cromo porta a un colore rosso vino, che cambia da grigio a verde scuro all'aumentare del contenuto di cromo. Ciò è causato da un cambiamento nel carattere legante dei legami cromo-ossigeno. La frazione covalente dei legami diminuisce con l'aumentare del contenuto di cromo, determinando uno spostamento delle lunghezze d'onda della luce assorbita e, in ultima analisi, un cambiamento di colore. Inoltre, il piropo tinto di cromo o vanadio mostra altri effetti di colore insoliti.

### Effetto termocromatico
Il piropo di colore rosso-violaceo ricco di cromo proveniente da Koherab, in Namibia, cambia colore in verde quando riscaldato a ≈ 400 °C.

### Effetto alessandrite
I piropi con più del 3% in peso di triossido di dicromo (Cr2O3) mostrano un cambiamento di colore per l'occhio umano dal blu-verde alla luce del giorno al rosso bordeaux sotto la luce di una lampadina a incandescenza o a lume di candela.
I cristalli misti piropo-spessartina possono mostrare un cambiamento di colore anche a livelli molto bassi di cromo o vanadio. I piropi ricchi di spessartina della Tanzania mostrano un cambiamento di colore dal blu-verde al rosso. Bassi livelli di almandino o grossularia portano a una maggiore varianza nei colori osservati. I piropi blu-verdi provenienti da un deposito vicino a Bekily, in Madagascar, appaiono tali alla luce del giorno e rosa sotto la luce di una lampadina o a lume di candela.

## Origine e giacitura

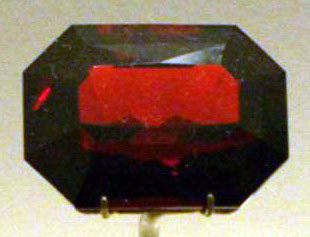
Piropo tagliato a smeraldo

Il piropo si trova nelle rocce ultramafiche come serpentinite, peridotite o kimberlite e anche secondariamente nelle sabbie e nelle ghiaie.
I giacimenti più importanti di piropi si trovano in Europa nella Repubblica Ceca (nelle catene montuose della Boemia), in Sudafrica principalmente vicino a Kimberley, e in Tanzania, in Australia e negli Stati Uniti (Arizona). Un altro sito importante si trova nel villaggio di Martiniana Po in Italia, dove è presente un museo del Piropo.

## Forma in cui si presenta in natura
Il minerale cristallizza spesso in grani (arrotondati), ma si presenta anche in aggregati. Il piropo puro, ad esempio proveniente dagli scisti bianchi del massiccio della Dora Maira, è incolore. A causa dell'incorporazione di ferro (Fe2+) al posto del magnesio (Mg2+), la colorazione del piropo varia dal rosa al rosso sangue e al rosso-nero, spesso con una sfumatura brunastra.